# Pagaré
Un pagaré es un documento contable que contiene la promesa incondicional de una persona, denominada suscriptora o deudor, de que pagará a una segunda persona, llamada beneficiario o acreedor, una suma monetaria en un determinado plazo. El nombre surge de la frase con que empieza la declaración de obligaciones: «debo y pagaré». La diferencia entre la letra de cambio y el pagaré, es que éste lo emite la misma persona que contrae el préstamo.

## Definición
El pagaré es un título de crédito que contienen la promesa incondicional del suscriptor de pagar una suma de dinero en lugar y época determinados a la orden del tenedor.
El pagare se utiliza para operaciones de préstamo de dinero o venta de mercaderías al crédito.

## Antecedentes
El pagaré es una forma de eludir la prohibición de estipular, que la Iglesia antiguamente repudiaba. De tal forma, como originalmente el título de cambio era expresión del contrato de cambio, trayecto que se contiene en la cambiar, y el derecho canónico prohíbe el pacto de intereses, se ideó la emisión de un título análogo al cambiario en el cual la obligación de pagar los intereses se ocultara bajo la apariencia de una deuda comercial o un préstamo, sin que, de otro lado, tuviese que emitirse el título para pagar en una plaza diferente ni por orden de tercera persona.

## Características
Al ser un instrumento de pago formal, el pagaré debe poseer ciertos requisitos llamados de validez a la persona debida.

### Mención de ser pagaré
Se debe indicar que el instrumento es un "pagaré" —o de otra forma— deberá contener este término dentro del texto del documento, siendo expresado en el idioma que se firme el convenio de pago. Al ser impreso el documento, el título del pagaré debe ser escrito totalmente en el mismo idioma del país donde se suscribe. Este requisito es imprescindible.

### Promesa incondicional de pago
El pagaré, a diferencia de la letra de cambio, posee una promesa incondicional de pagar una suma de dinero y sus respectivos intereses en moneda nacional o su equivalente internacional. La suma se debe expresar en número(s) y en letras, como también el tipo de moneda en que se efectuará el pago. Si se paga en moneda extranjera, se debe indicar el tipo de cambio o equivalencia entre las monedas, que deberá tenerse en cuenta a su vencimiento. Este requisito es lo que lo distingue de los otros títulos de crédito.[cita requerida]
Es de destacar que ni la ley ni la jurisprudencia exigen que la promesa incondicional de pago sea expresa, sino que simplemente basta que la promesa de pago no contenga condición alguna. Ejemplos:
- (Incorrecto): Debo y pagaré a "X" la cantidad de "X" siempre y cuando se den las siguientes condiciones...
- (Correcto): Debo y pagaré a "X" la cantidad de "X"...

De igual forma, si así lo desea el suscriptor, es factible incluir expresamente en la literalidad del pagaré la promesa incondicional de pago, ejemplo:
- Debo y pagaré incondicionalmente por este Pagaré a la orden de "X" la cantidad de "X"...

### Nombre del beneficiario
Es imprescindible identificar a la persona a quien debe hacerse efectivo el pagaré. Puede ser a favor de una persona física o persona jurídica. En este último caso se trataría de una denominada "razón social" o sociedad comercial.[cita requerida]

### Fecha de vencimiento
La fecha de vencimiento corresponde al día en que el título deberá ser pagado. De esa manera el vencimiento debe ser una fecha posterior a la fecha en que se suscribe. El pagaré debe indicar el lugar en que se debe presentar el documento para su propio pago.[cita requerida]

### Fecha y lugar en que se suscribe
El pagaré debe contener la fecha en que ha sido creado. Es imprescindible para su relación con la fecha de vencimiento (determinando el plazo); y  para respetar los tiempos en que corresponde aplicar (cuando la ley lo disponga) el sellado o timbrado correspondiente. 
Hay varios tiempos de vencimiento:
- a la vista: el pagaré vencerá en el momento de su presentación al pago que debe realizarse dentro del año siguiente a la fecha de su emisión.

- a cierto tiempo vista: el plazo indicado debe contarse desde la fecha del visto.
- a cierto tiempo fecha: el pagaré vence el día que se cumpla el plazo que se señaló, contando desde el día de la emisión del pagaré.
- a día fijo: este nos indica que vence el día que está señalado.[cita requerida]

### Firma del suscriptor
Se exige que el pagaré sea firmado por el suscriptor, y no es admisible ningún medio para sustituirla, salvo la firma de otra persona, que suscriba el pagaré a ruego o en nombre del girador. No se admitirá el uso de marcas o huellas digitales. La firma es indispensable y torna nulo al título su falta. Ha de considerarse que la firma no podrá ser suplantada por la impresión digital.[cita requerida]

### Satisfacción de los requisitos de eficacia
La ley y la jurisprudencia mexicana le conceden al legítimo tenedor de un título de crédito, como lo es el pagaré, el derecho a llenar los requisitos de eficacia que habían sido omitidos o dejados en blanco al momento de haberse suscrito el referido documento. No obstante, la jurisprudencia no ha sido muy clara respecto a qué se debe entender por requisitos de eficacia. Toda vez hay tesis que señalan que estos son todos los anteriormente, enumerados mientras que otras tesis más recientes hacen distinción de requisitos de existencia y de eficacia. Sin embargo, no se aclara qué se debe entender por cada una.

### Transmisibilidad
El pagaré será transmisible por endoso, que será total, puro y simple, es decir, no será transmisible el endoso por una parte del pagaré ni aquel que incluya condiciones.[cita requerida]

PAGARE NULO Y SALVEDADES
Es nulo el pagaré al portador o en blanco. Igualmente es nulo si el pagaré   no contiene los requisitos indicados anteriormente para su validez. Excepto en los siguientes casos:
1.- Si el pagaré no menciona forma o fecha de vencimiento se considera pagadero a su presentación o la vista;
pago
2.- Si no se indica lugar de pago se entiende como tal el de su expedición y al mismo tiempo, se presume el domicilio del deudor.

## Aval
En virtud del aval, se garantiza en todo o en parte el pago del pagaré. La persona que se obliga a garantizar el pago se llama avalista; aquella por quien se presta el aval recibirá el nombre de avalado (suscriptor). El avalista se convierte en deudor solidario junto con el avalado (suscriptor) y su obligación es válida, aun cuando la obligación garantizada sea nula.[cita requerida]

## El pago
El pago debe hacerse contra la entrega del pagaré. El pagaré es independiente del acto de comercio de que deriva, basta su presentación para exigir su pago, incluso en el caso de que se haya efectuado ya el pago correspondiente pero no se hubiera recogido el pagaré. En este caso, la persona que tratara de hacer el cobro del pagaré dos veces estaría incurriendo en delito, pero habría que poder demostrarlo ante las autoridades judiciales de lo penal que tuvieran competencia, independientemente de lo cual el tenedor del pagaré podrá procurar su cobro por la vía mercantil. Si el pagaré vence a la vista, deberá presentarse para su pago dentro de un término de seis meses a contar de la fecha de suscripción.[cita requerida]

### Pago parcial
El tomador está obligado a recibir un pago parcial del pagaré, pero retendrá el documento en su poder mientras no se le cubra íntegramente, anotará en el cuerpo del mismo los pagos parciales que reciba y extenderá recibo por separado en cada caso. Conservará los derechos contra los demás obligados, como puede ser el portador.[cita requerida]

## Protesto
El protesto es un acto de naturaleza formal que demuestra, de manera auténtica, que el pagaré se presentó oportunamente para su cobro. Se práctica el protesto por medio de un funcionario que tenga fe pública y se levantará el acta de protesto correspondiente contra el suscriptor o contra sus avalistas. La sanción por la falta de protesto es la pérdida de la acción cambiaria de regreso. El protesto tiene que cumplir obligatoriamente con las acciones para que no vuelvan a cambiar de regreso.[cita requerida]

## La acción cambiaria
Es la acción ejecutiva derivada del pagaré. La acción cambiaria es directa o de regreso. Será directa cuando su fundamento sea una obligación cambiaria directa, y será de regreso cuando sirva para exigir una obligación cambiaria de regreso. Consecuentemente, será directa contra el suscriptor y sus avalistas y de regreso, contra todos los demás obligados del documento. 
- Prescripción: la acción cambiaria directa prescribe en Colombia y en España a los tres años contados desde la fecha de vencimiento. La acción cambiaria de regreso prescribe en tres meses de la fecha de protesto. Aunque existen otras causas que ocasionan la caducidad de la acción cambiaria de regreso, como la falta de protesto.
- Contenido de la acción cambiaria: el tomador puede reclamar: el importe del pagaré; los intereses moratorios al tipo legal, desde el día del vencimiento; los gastos de protesto y de los demás gastos legítimos, y el premio de cambio entre la plaza en que debería haberse pagado el documento y la plaza en que se lo haga efectivo, más los gastos de situación.
- Ejercicio de la acción cambiaria: el tomador del pagaré puede exigir el pago de cualquiera de los obligados o de todos a la vez.[cita requerida]

## Principales diferencias entre la letra de cambio y el pagaré
Sus principales diferencias son:
- Elementos personales: en la letra de cambio, los elementos personales son el girador o librador, el girado o aceptante y el tomador o beneficiario; en el pagaré, son dos: el suscriptor y el tomador o tenedor. El suscriptor equivale al aceptante en una letra de cambio.
- Contenido: la letra de cambio es concretamente una orden de pago, mientras que el pagaré es una promesa de pago; a nivel físico del documento, la letra debe estar timbrada por el Estado, no así en el caso del pagaré.
- Empresas de descuento de pagarés: Además de los bancos, existen empresas especializadas en descuento de pagarés que ofrecen este servicio a empresas y autónomos que requieren anticipar el cobro para financiar su circulante. La operativa es más sencilla y rápida que la de la banca clásica.[cita requerida]

El descuento de pagarés es un servicio financiero que, al igual que otros servicios crediticios, está regulado por el Banco de España, y pueden ofrecerlo entidades de crédito, establecimientos financieros de crédito o sociedades de intermediación financiera.[cita requerida]